# Geronima Parasole
Geronima Parasole, född 1569, död 1622, var en italiensk konstnär.
Hon var verksam som skulptör i trä. 